# Sprzedaż ratalna
Sprzedaż ratalna – forma sprzedaży rzeczy ruchomej osobie fizycznej za cenę płatną w określonych ratach dokonana w zakresie działalności przedsiębiorstwa, jeżeli według umowy rzecz ma zostać wydana kupującemu przed całkowitym zapłaceniem ceny.
W Polsce sprzedaż ratalna opisana została w Kodeksie cywilnym w art. 583–588. Zgodnie z tymi zapisami między innymi:
- odpowiedzialność sprzedawcy z tytułu rękojmi za wady rzeczy sprzedanej na raty może być przez umowę wyłączona lub ograniczona tylko w wypadkach przewidzianych przez przepisy szczególne (art. 584 § 1),
- sprzedawca może odstąpić od umowy z powodu niezapłacenia ceny tylko wtedy, gdy kupujący jest w zwłoce z zapłatą co najmniej dwóch rat, a łączna suma zaległych rat przewyższa jedną piątą część umówionej ceny (art. 586 § 2),
- możliwe jest dokonanie przedterminowej spłaty kredytu; w takim przypadku kupujący może odliczyć kwotę, która odpowiada wysokości stopy procentowej obowiązującej dla danego rodzaju kredytów Narodowego Banku Polskiego (art. 585).

Powyższych zasad nie stosuje się w sytuacji prawnego stosunku obustronnie profesjonalnego, to znaczy, kiedy kupujący nabywa rzecz w sprzedaży ratalnej w ramach prowadzonej działalności gospodarczej.
Sprzedaż ratalna odbywa się w oparciu o umowy jednocześnie zawarte pomiędzy bankiem i nabywcą oraz bankiem i sprzedawcą. Sprzedawca otrzymuje należność za sprzedane dobro częściowo od samego nabywcy oraz w części od banku. Bank tym samym udziela nabywcy kredytu, następnie spłacanego przez niego w określonej liczbie rat.
Z pojęciem sprzedaży ratalnej związane jest pojęcie systemu argentyńskiego. Idea systemu jest taka, że konsumenci podpisują umowę np. na ratalny zakup samochodu i zaczynają wpłacać raty (niższe niż przy normalnym kredycie), ale samochód otrzymują dopiero, jak dopisze im szczęście w organizowanym co jakiś czas losowaniu (zazwyczaj co miesiąc). Jeśli nie dopisze, otrzymają samochód po wpłaceniu całej kwoty wraz z odsetkami. Odsetki wpłacane w postaci dodatkowej opłaty na koszty administracyjne otrzymuje organizator całego procederu. Organizowanie systemów sprzedaży argentyńskiej jest w Polsce ustawowo zakazane od 2004 r.